# Zero Regio

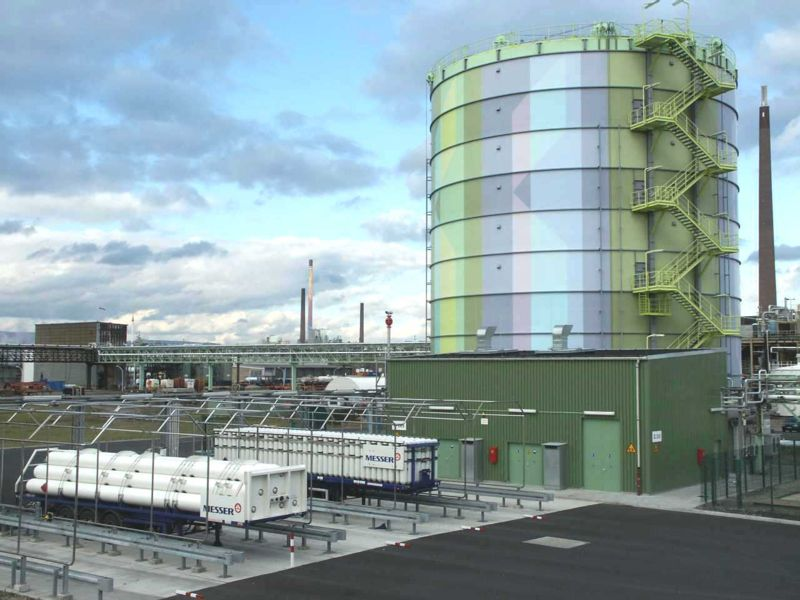
Hydrogencenter Höchst.

Zero Regio é um projeto internacional de uso de hidrogênio para fins de transporte desenvolvido pela Alemanha e pela Itália.